# SEAT Ibiza
SEAT Ibiza – samochód osobowy klasy aut miejskich produkowany pod hiszpańską marką SEAT od 1984 roku. Nazwa modelu pochodzi od hiszpańskiej wyspy Ibiza na Morzu Śródziemnym. Od 2017 roku produkowana jest piąta generacja modelu.

## Pierwsza generacja

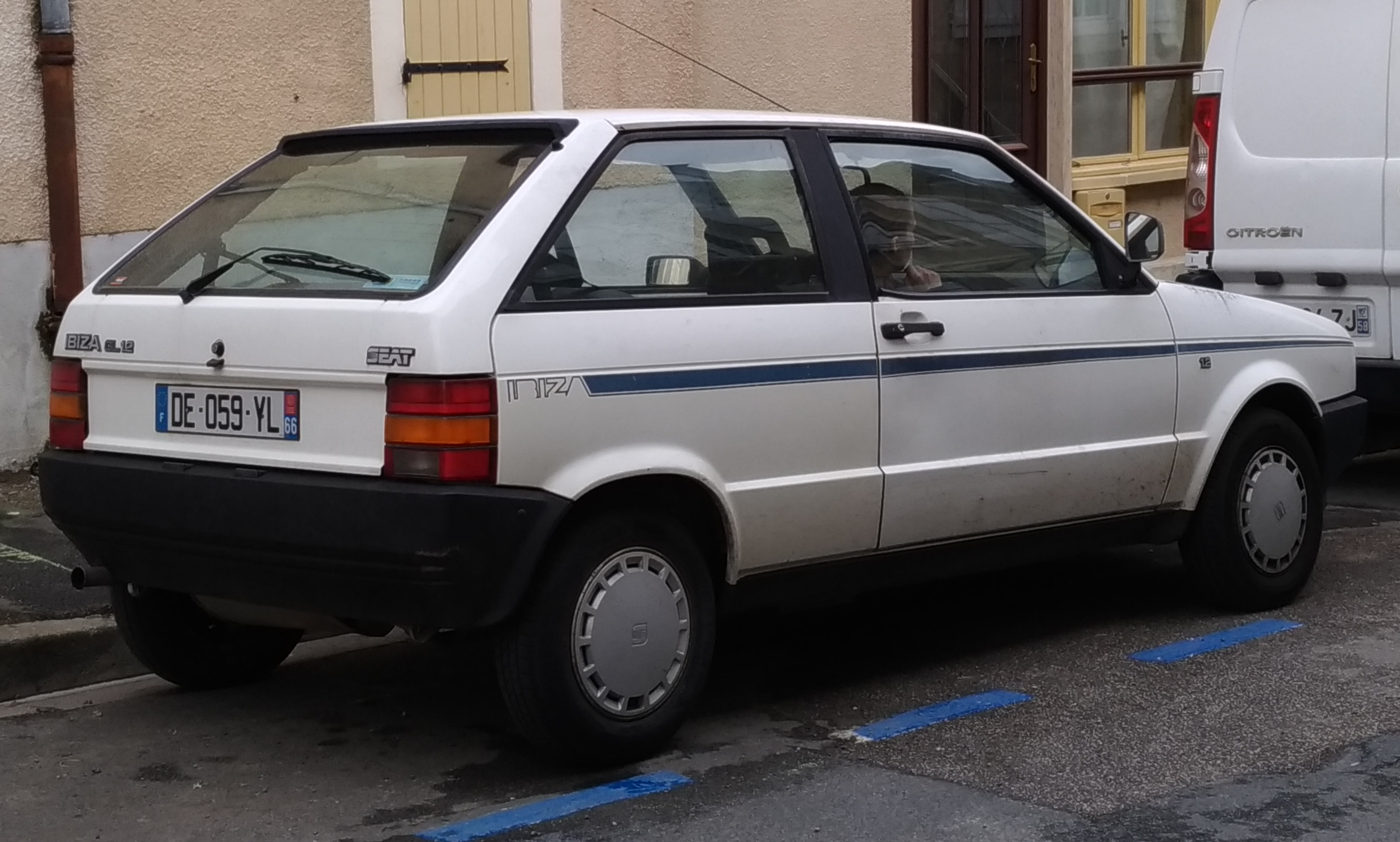
SEAT Ibiza I - tył

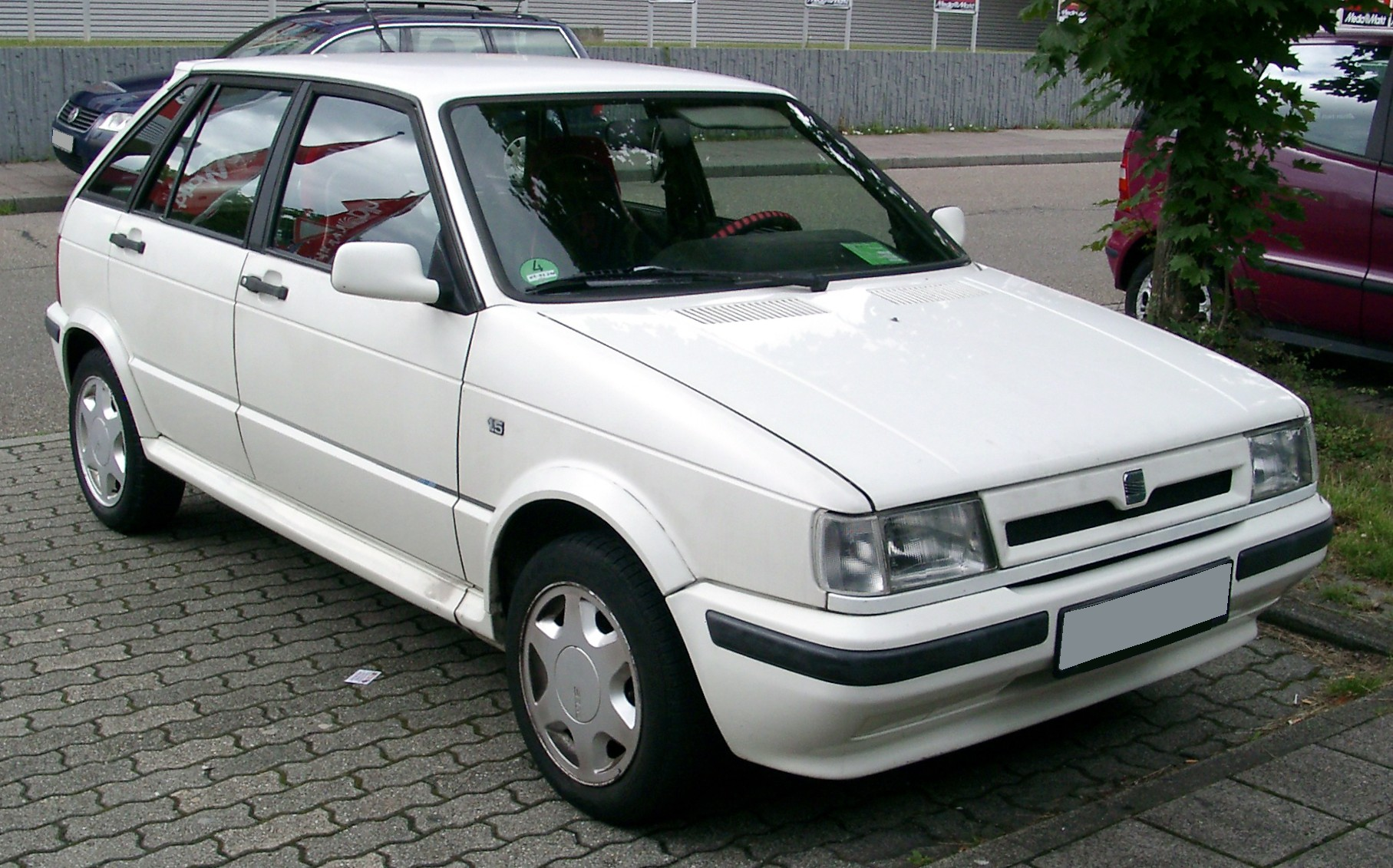
SEAT Ibiza I po liftingu

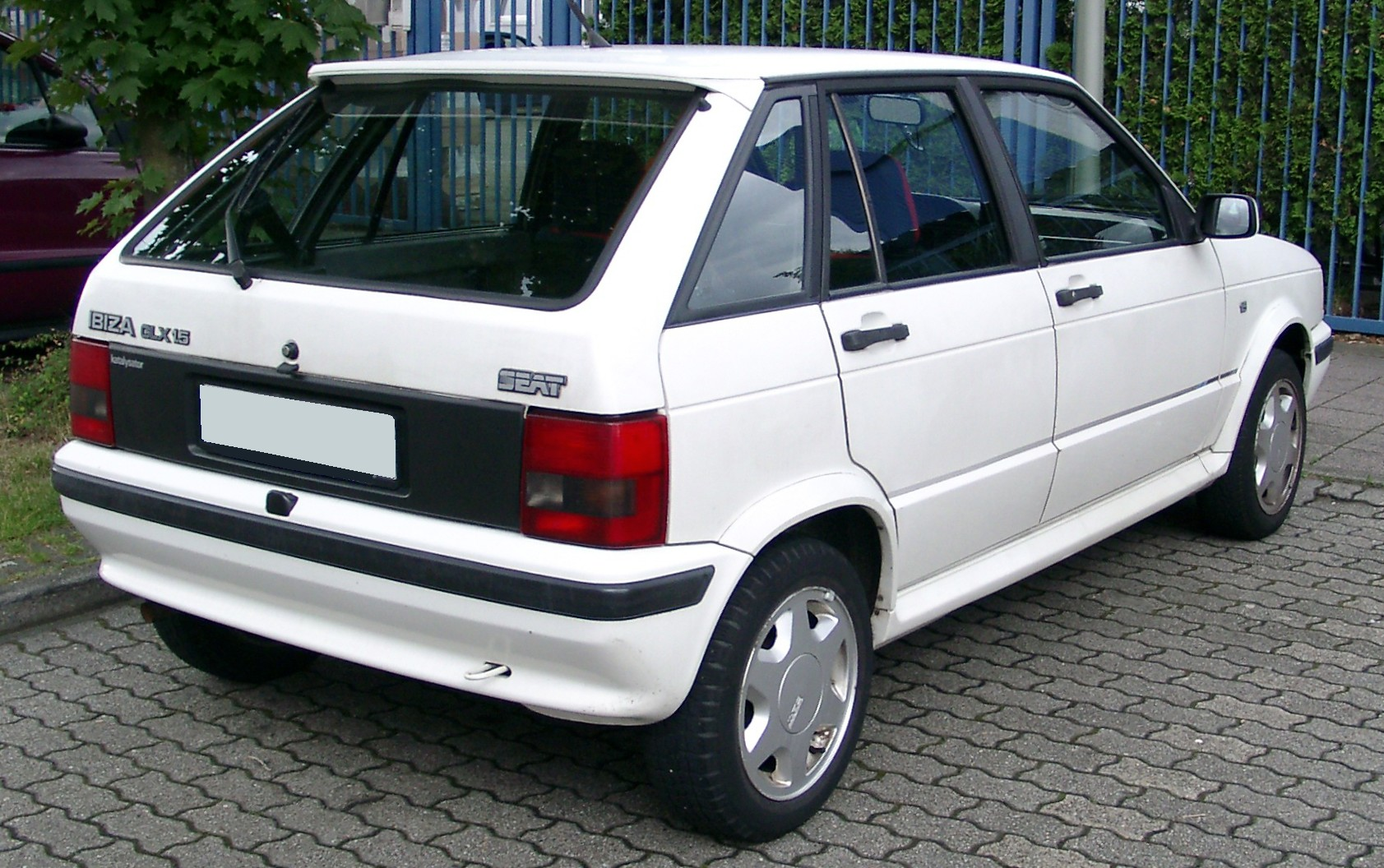
SEAT Ibiza I - tył po liftingu

SEAT Ibiza I został zaprezentowany po raz pierwszy w 1984 roku.
Ibiza I oznaczona kodem fabrycznym 021A stworzona została na bazie SEAT-a Ronda. Jego pierwsza prezentacja odbyła się pod koniec 1983 roku. Pierwszy egzemplarz zjechał z linii montażowej fabryki Zona Franca w Barcelonie 27 kwietnia 1984. W Ibizie użyto także jednostek oraz układu napędowego stworzonych we współpracy z Porsche. Był to pierwszy SEAT, w którym nie użyto części karoserii z modelu Fiata. Nadwozie zaprojektował włoski designer Giorgetto Giugiaro. W marcu 1991 roku pierwszy model przeszedł facelifting. Tak zmodernizowany model został nazwany Seat Ibiza New Line.

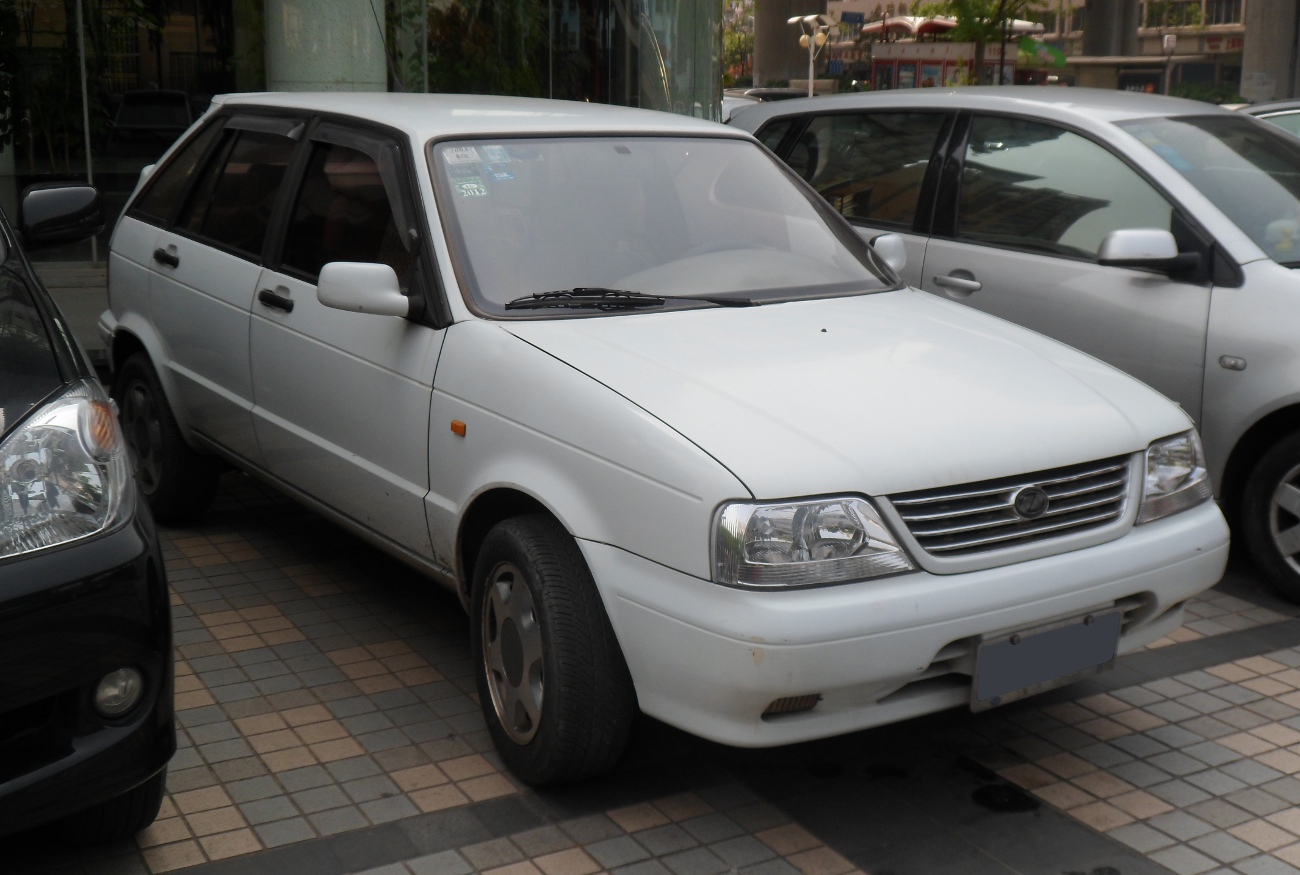
Nanjing Yuejin Soyat, przemianowany SEAT Ibiza I na rynek chiński

W roku 1999 chiński producent samochodów Nanjing Automobile Group wykupił licencje na produkcje tego modelu pod własną marką Nanjing Yuejin Soyat, a produkcja zakończyła się w 2008 roku.

### Silniki
Wszystkie jednostki napędowe montowane w Ibizie pierwszej generacji były silnikami w układzie rzędowym czterocylindrowym, napędzającym koła przednie: motory benzynowe o pojemności 0.9, 1.2 i 1.5 (85 KM) wykorzystywały gaźnik w układzie zasilania. W silnikach 1.5 (90 KM) oraz 1.7 zastosowano jednopunktowy wtrysk paliwa, a wprowadzony w 1988 roku silnik 1.5 (100 KM) – wtrysk wielopunktowy. Silnik wysokoprężny o pojemności 1.7 zasilany był wtryskiem pośrednim.
| Typ          | Kod silnika         | Producent      | Pojemność skokowa | Typ zasilania                               | Katalizator | Moc maksymalna | Maksymalny moment obrotowy | Średnica cylindra × skok tłoka | Prędkość maksymalna |           |           |           |           |           |           |           |
| Benzynowe    | Benzynowe           | Benzynowe      | Benzynowe         | Benzynowe                                   | Benzynowe   | Benzynowe      | Benzynowe                  | Benzynowe                      | Benzynowe           | Benzynowe | Benzynowe | Benzynowe | Benzynowe | Benzynowe | Benzynowe | Benzynowe |
| ------------ | ------------------- | -------------- | ----------------- | ------------------------------------------- | ----------- | -------------- | -------------------------- | ------------------------------ | ------------------- | --------- | --------- | --------- | --------- | --------- | --------- | --------- |
| 0.9 8V       | 146A.000            | FIAT           | 903 cm³           | gaźnik (WEBER 32 ICEV)                      | od 1989     | 32 kW (44 KM)  | 56 N·m                     | 65,0 × 68,0 mm                 | 130 km/h            |           |           |           |           |           |           |           |
| 1.2 8V       | 021A1.000           | SEAT + Porsche | 1193 cm³          | gaźnik (Pierburg 1 B 3)                     | nie         | 46 kW (63 KM)  | 86 N·m                     | 75,0 × 67,5 mm                 | 155 km/h            |           |           |           |           |           |           |           |
| 1.2 8V       | 021C1.000           | SEAT + Porsche | 1193 cm³          | wtrysk jednopunktowy (BOSCH LU2 – Jetronic) | tak         | 52 kW (71 KM)  | 96 N·m                     | 75,0 × 67,5 mm                 | 157 km/h            |           |           |           |           |           |           |           |
| 1.5 8V       | 021A2.000           | SEAT + Porsche | 1461 cm³          | gaźnik (Bressel-Weber 32 DSTA 151)          | nie         | 63 kW (85 KM)  | 116 N·m                    | 83,0 × 67,5 mm                 | 175 km/h            |           |           |           |           |           |           |           |
| 1.5 8V       | 021C2.000           | SEAT + Porsche | 1461 cm³          | wtrysk jednopunktowy (BOSCH LU2 – Jetronic) | tak         | 66 kW (90 KM)  | 120 N·m                    | 83,0 × 67,5 mm                 | 175 km/h            |           |           |           |           |           |           |           |
| 1.5 8V       | 021B2.000           | SEAT + Porsche | 1461 cm³          | wtrysk wielopunktowy (BOSCH LE2 – Jetronic) | nie         | 74 kW (100 KM) | 128 N·m                    | 83,0 × 67,5 mm                 | 184 km/h            |           |           |           |           |           |           |           |
| 1.7 8V       | 021A3.000           | SEAT + Porsche | 1675 cm³          | wtrysk jednopunktowy (BOSCH LU2 – Jetronic) | b.d.        | 72 kW (98 KM)  | b.d.                       | 83,0 × 77,4 mm                 | b.d.                |           |           |           |           |           |           |           |
| 1.7 8V       | 021B3.000           | SEAT + Porsche | 1675 cm³          | wtrysk jednopunktowy (BOSCH LU2 – Jetronic) | tak         | 74 kW (100 KM) | 138 N·m                    | 83,0 × 77,4 mm                 | 182 km/h            |           |           |           |           |           |           |           |
| 1.7 8V       | 021C3.000           | SEAT + Porsche | 1675 cm³          | wtrysk jednopunktowy (BOSCH LU2 – Jetronic) | b.d.        | 79 kW (108 KM) | b.d.                       | 83,0 × 77,4 mm                 | b.d.                |           |           |           |           |           |           |           |
| Wysokoprężne |                     |                |                   |                                             |             |                |                            |                                |                     |           |           |           |           |           |           |           |
| 1.7 D        | 022A5.000 138A5.000 | FIAT           | 1714 cm³          | wtrysk pośredni (BOSCH CZ-B.494 263)        | nie         | 41 kW (56 KM)  | 98 N·m                     | 83,0 × 79,2 mm                 | 150 km/h            |           |           |           |           |           |           |           |

## Druga generacja

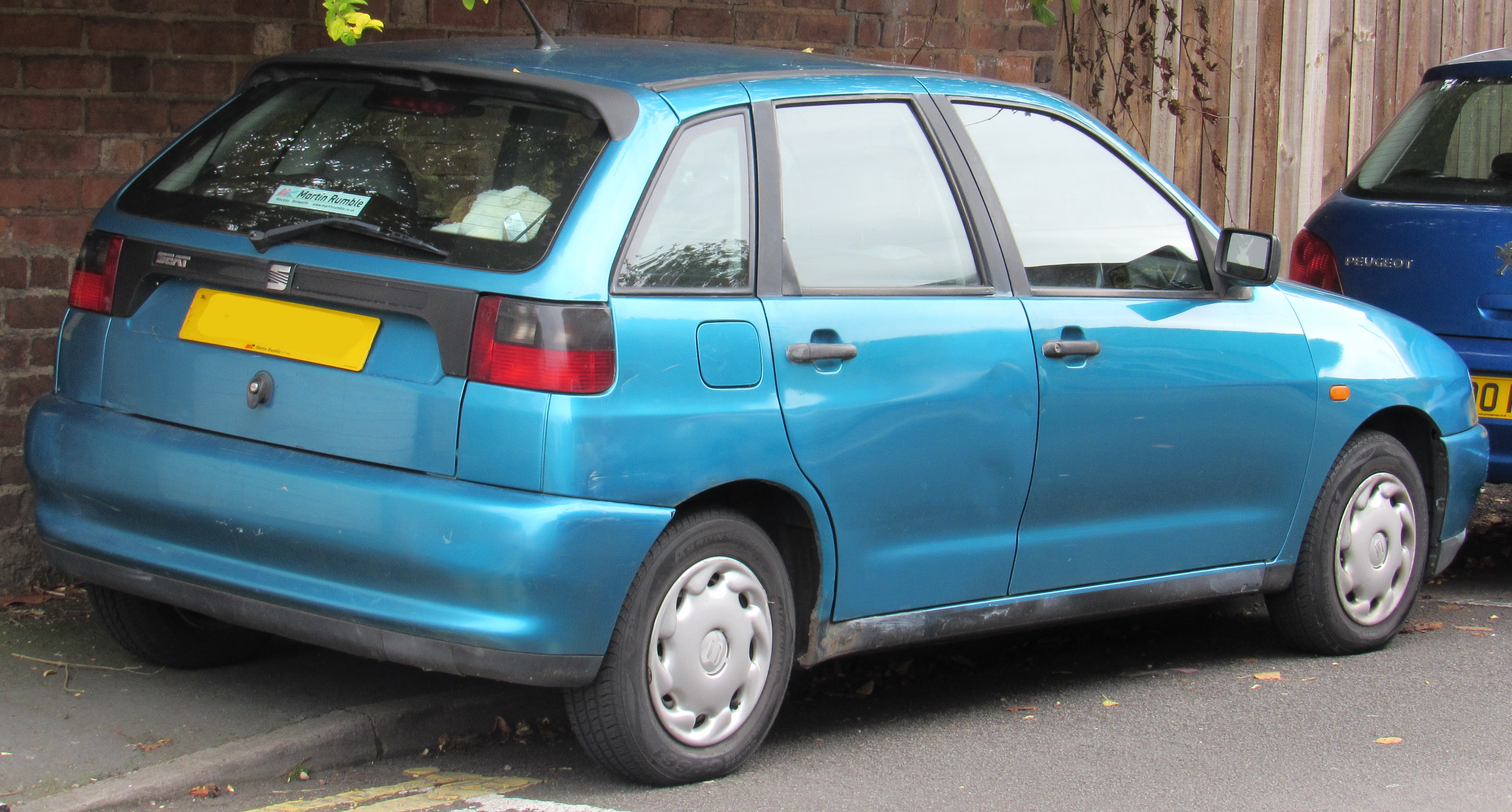
SEAT Ibiza II – tył

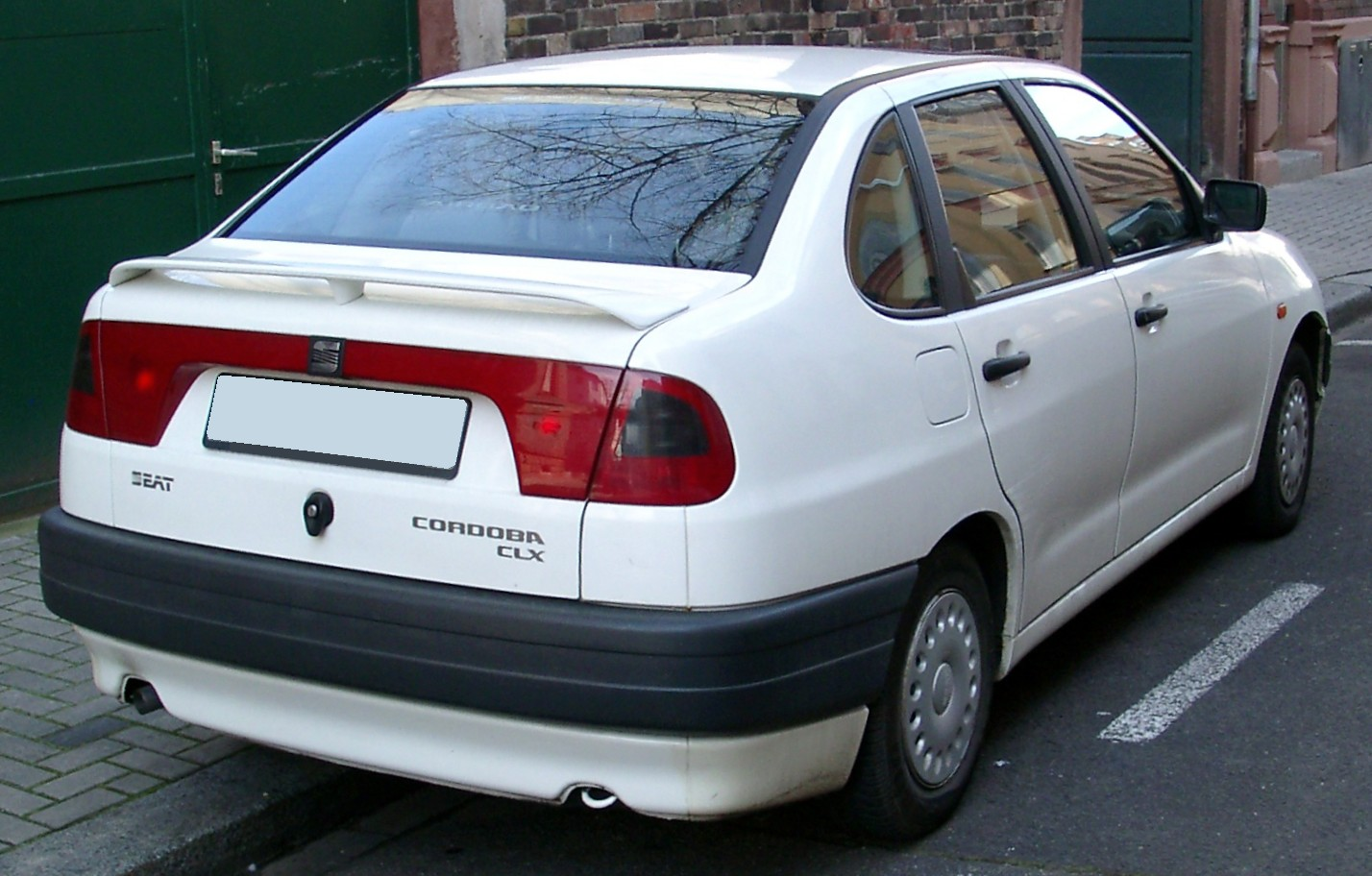
SEAT Cordoba

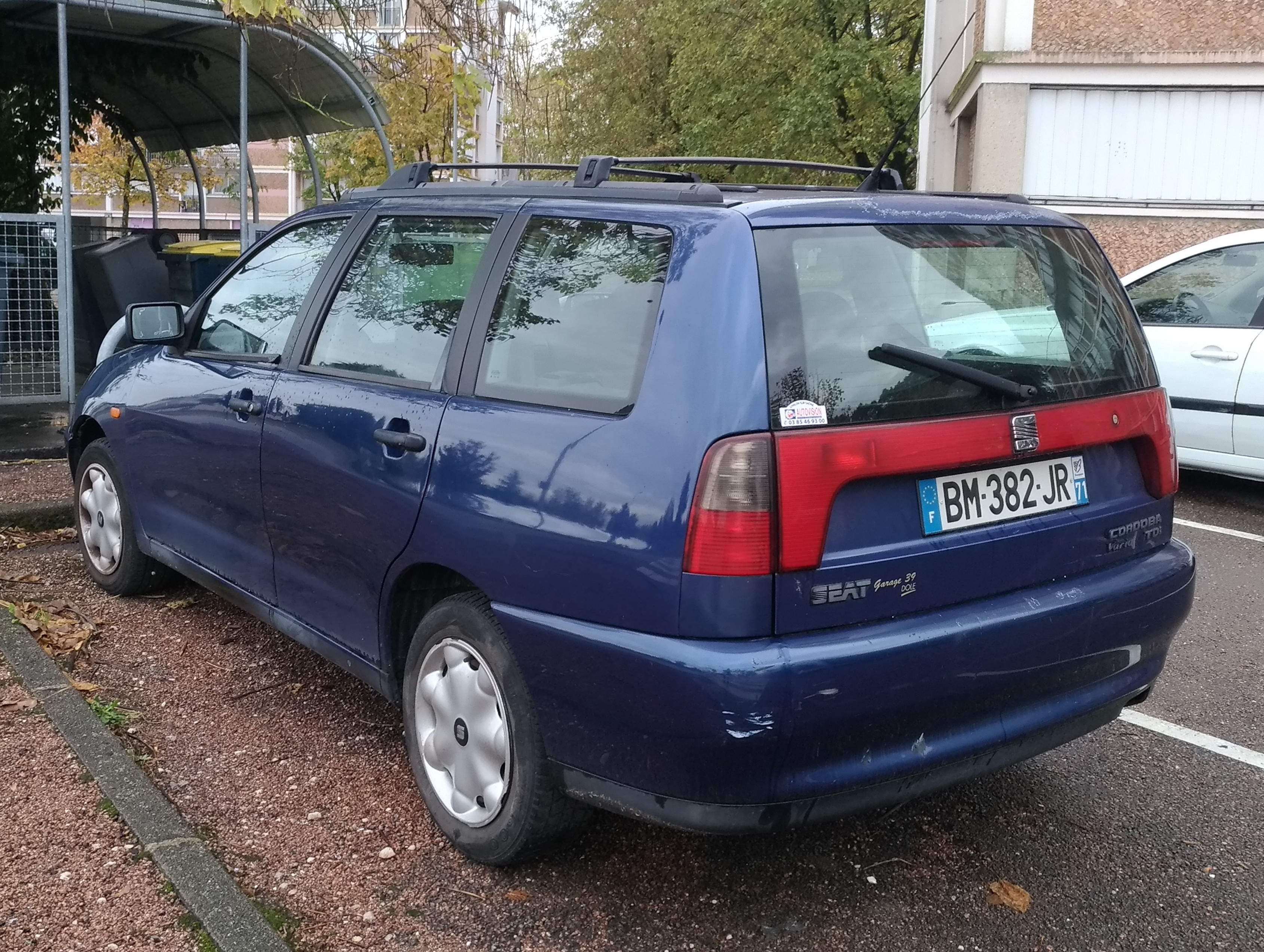
SEAT Cordoba Kombi

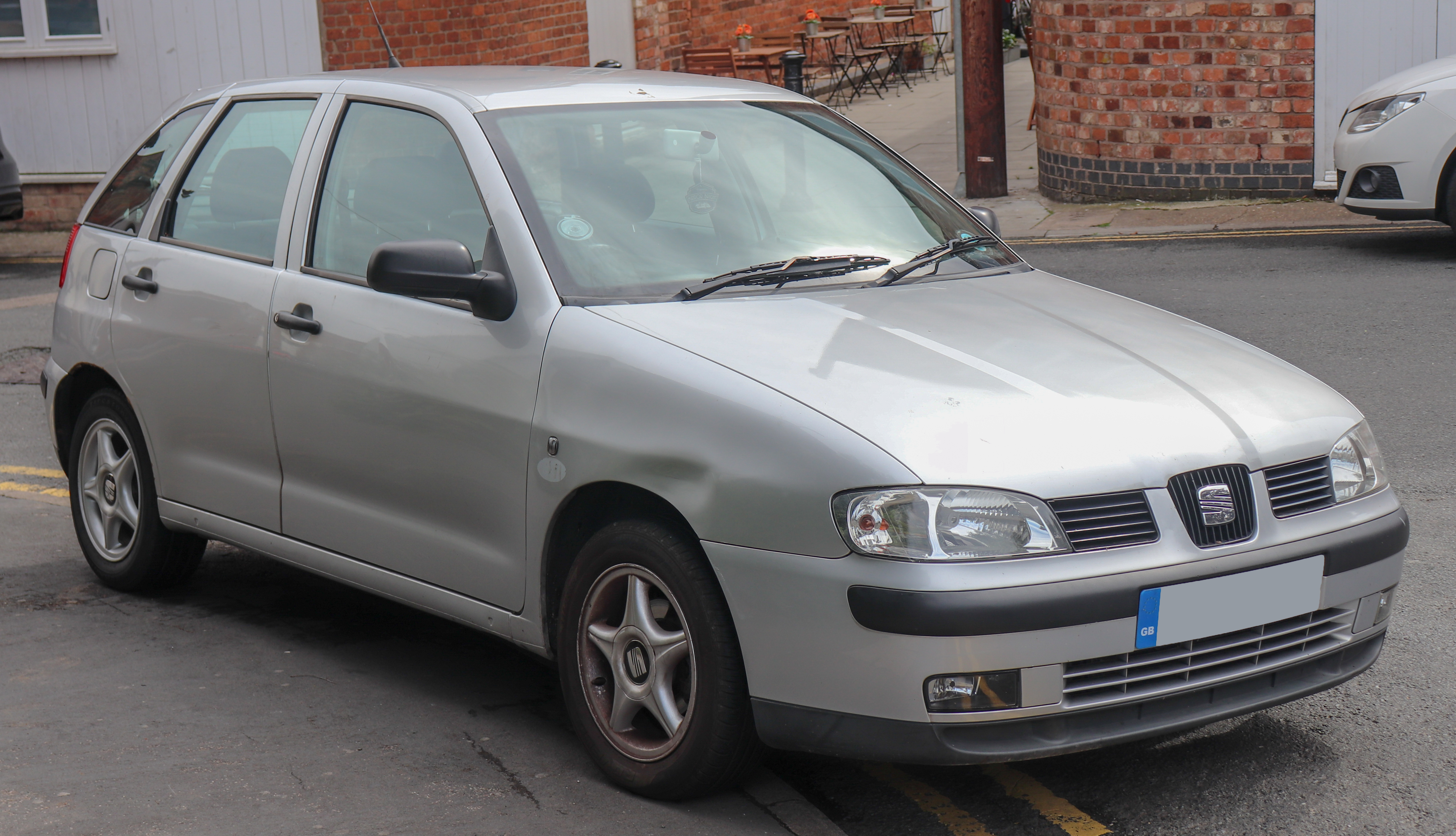
SEAT Ibiza II po liftingu

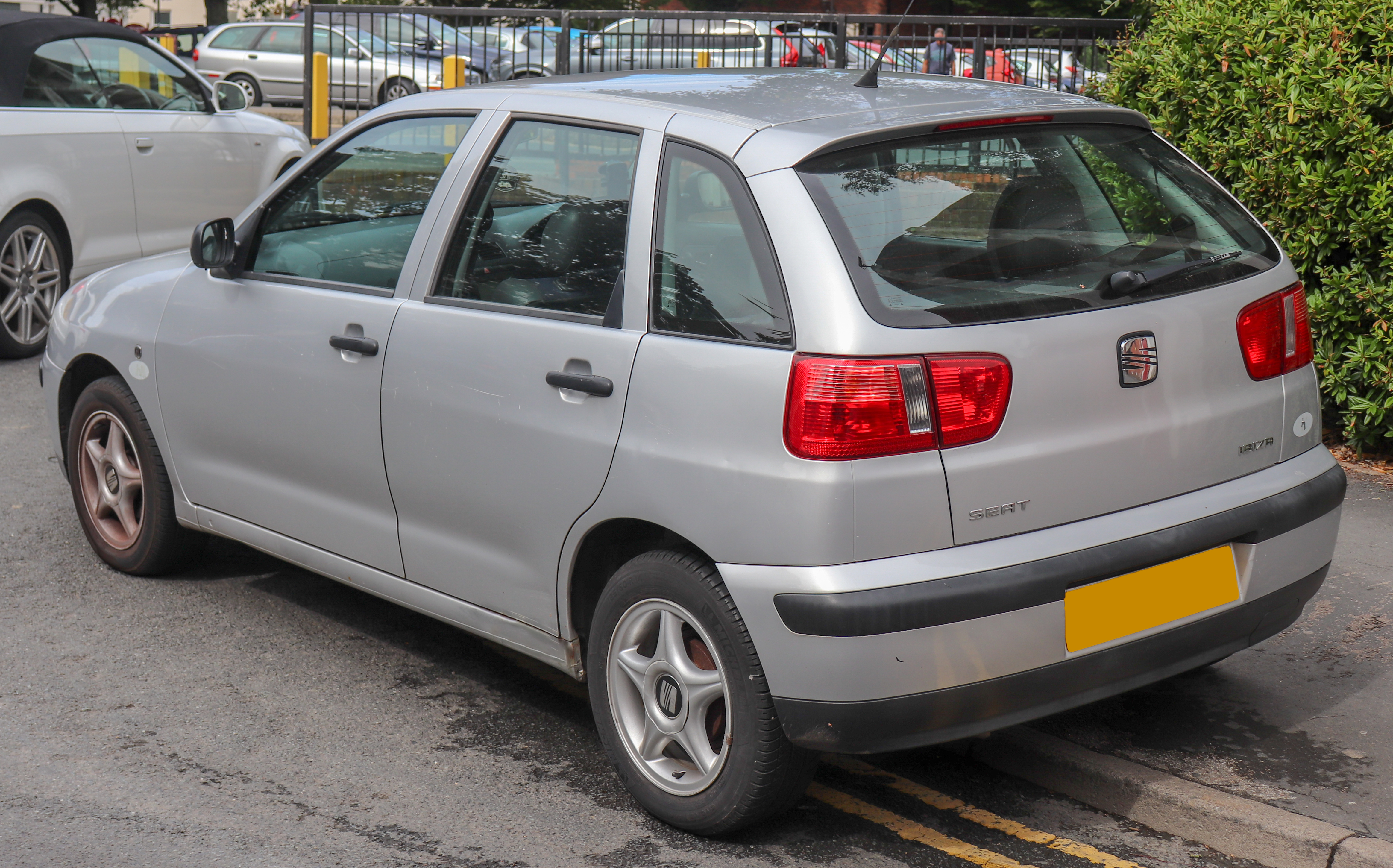
SEAT Ibiza II – tył po liftingu

SEAT Ibiza II został zaprezentowany po raz pierwszy w 1993 roku.
Ibiza drugiej generacji o oznaczeniu 6K zaprezentowano w 1993 roku na salonie samochodowym we Frankfurcie. Model stworzono już w oparciu o technologię Volkswagena na bazie platformy Volkswagena A03 – tej samej, której użyto w VW Polo 6N. Ibizę II również zaprojektował Giorgetto Giugiaro. W 1999 roku model przeszedł facelifting.

### Silniki

#### Ibiza 6K
| Oznaczenie           | Pojemność skokowa | Zawory            | Moc maksymalna przy obr./min | Max. moment obrotowy przy obr./min | Kod silnika       | Okres produkcji   |
| Silniki benzynowe    | Silniki benzynowe | Silniki benzynowe | Silniki benzynowe            | Silniki benzynowe                  | Silniki benzynowe | Silniki benzynowe |
| -------------------- | ----------------- | ----------------- | ---------------------------- | ---------------------------------- | ----------------- | ----------------- |
| 1.0 MPI              | 999 cm³           | 8                 | 37 kW (50 KM) / 5000         | 86 Nm / 3000–3600                  | AER               | 1996–1999         |
| 1.05 i               | 1,043 cm³         | 8                 | 33 kW (45 KM) / 5200         | 76 Nm / 2800                       | AAU               | 1993–1996         |
| 1.3 i                | 1,272 cm³         | 8                 | 40 kW (54 KM) / 5000         | 95 Nm / 3200–3400                  | AAV               | 1993–1994         |
| 1.4 i                | 1,391 cm³         | 8                 | 44 kW (60 KM) / 5200         | 107 Nm / 2400–2800                 | ABD               | 1994–1996         |
| 1.4 MPI              | 1,390 cm³         | 8                 | 44 kW (60 KM) / 4700         | 116 Nm / 2800–3200                 | AEX / APQ         | 1996–1999         |
| 1.4 MPI GT           | 1,390 cm³         | 16                | 74 kW (101 KM) / 6000        | 128 Nm / 4400                      | AFH               | 1996–1999         |
| 1.6 i                | 1,598 cm³         | 8                 | 55 kW (75 KM) / 5200         | 126 Nm / 3400                      | ABU               | 1993–1994         |
| 1.6 i                | 1,595 cm³         | 8                 | 55 kW (75 KM) / 5200         | 125 Nm / 2600                      | 1F                | 1994–1997         |
| 1.6 MPI              | 1,598 cm³         | 8                 | 55 kW (75 KM) / 4800         | 135 Nm / 2800–3600                 | AEE               | 1997–1999         |
| 1.6 MPI              | 1,595 cm³         | 8                 | 74 kW (101 KM) / 5800        | 140 Nm / 3500                      | AFT               | 1996–1999         |
| 1.8 i                | 1,781 cm³         | 8                 | 66 kW (90 KM) / 5500         | 145 Nm / 2700–2900                 | ABS / ADZ         | 1993–1996         |
| 1.8 MPI GTI          | 1,781 cm³         | 16                | 95 kW (129 KM) / 6000        | 165 Nm / 4800                      | ADL               | 1994–1996         |
| 2.0 MPI GTI          | 1,984 cm³         | 8                 | 85 kW (115 KM) / 5400        | 166 Nm / 3200                      | 2E                | 1993–1996         |
| 2.0 MPI GTI          | 1,984 cm³         | 8                 | 85 kW (115 KM) / 5400        | 166 Nm / 2600                      | AGG               | 1996–1999         |
| 2.0 MPI GTI          | 1,984 cm³         | 16                | 110 kW (150 KM) / 6000       | 180 Nm / 4200–5000                 | ABF               | 1996–1999         |
| Silniki wysokoprężne |                   |                   |                              |                                    |                   |                   |
| 1.9 D                | 1,896 cm³         | 8                 | 47 kW (64 KM) / 4400         | 124 Nm / 2000–3000                 | 1Y                | 1996–1999         |
| 1.9 D                | 1,896 cm³         | 8                 | 50 kW (68 KM) / 4400         | 127 Nm / 2200–2600                 | 1Y                | 1993–1996         |
| 1.9 SDI              | 1,896 cm³         | 8                 | 47 kW (64 KM) / 4200         | 125 Nm / 2200–2800                 | AEY               | 1996–2000         |
| 1.9 TD               | 1,896 cm³         | 8                 | 55 kW (75 KM) / 4200         | 150 Nm / 2400–3400                 | AAZ               | 1993–1996         |
| 1.9 TDI              | 1,896 cm³         | 8                 | 66 kW (90 KM) / 4000         | 202 Nm / 1900                      | 1Z                | 07.1996–12.1996   |
| 1.9 TDI (GT)         | 1,896 cm³         | 8                 | 66 kW (90 KM) / 4000         | 210 Nm / 1900                      | AHU               | 1996–1999         |
| 1.9 TDI GT           | 1,896 cm³         | 8                 | 81 kW (110 KM) / 4150        | 235 Nm / 1900                      | AFN               | 1996–1999         |

#### Ibiza 6K2
| Oznaczenie           | Pojemność skokowa | Zawory            | Moc maksymalna przy obr./min | Max. moment obrotowy przy obr./min | Kod silnika           | Prędkość maksymalna | Okres produkcji   |
| Silniki benzynowe    | Silniki benzynowe | Silniki benzynowe | Silniki benzynowe            | Silniki benzynowe                  | Silniki benzynowe     | Silniki benzynowe   | Silniki benzynowe |
| -------------------- | ----------------- | ----------------- | ---------------------------- | ---------------------------------- | --------------------- | ------------------- | ----------------- |
| 1.0 MPI              | 999 cm³           | 8                 | 37 kW (50 KM) / 5000         | 86 Nm / 3000–3600                  | ALD / ANV / AUC       | 145 km/h            | 1999–2002         |
| 1.0 MPI              | 999 cm³           | 16                | 51 kW (70 KM) / 6200         | 91 Nm / 4500                       | AVZ                   | 165 km/h            | 2000–2002         |
| 1.4 MPI              | 1,390 cm³         | 8                 | 44 kW (60 KM) / 4700         | 116 Nm / 3500                      | AKK / ANW / AUD       | 157 km/h            | 1999–2002         |
| 1.4 MPI              | 1,390 cm³         | 16                | 55 kW (75 KM) / 5000         | 128 Nm / 3300                      | APE / AUA             | 170 km/h            | 1999–2002         |
| 1.6 MPI              | 1,598 cm³         | 8                 | 55 kW (75 KM) / 4800         | 135 Nm / 3200                      | ALM                   | 170 km/h            | 1999–2000         |
| 1.6 MPI              | 1,595 cm³         | 16                | 74 kW (100 KM) / 5600        | 145 Nm / 3800                      | AKL / APF / AEH / AUR | 184–188 km/h        | 1999–2002         |
| 20VT, 1.8T Cupra     | 1,781 cm³         | 20                | 115 kW (156 KM) / 5800       | 210 Nm / 1800–5000                 | AQX / AYP             | 218 km/h            | 1999–2002         |
| 1.8T Cupra R         | 1,781 cm³         | 20                | 132 kW (180 KM) / 5600       | 235 Nm / 2100–5000                 | AYP                   | 225 km/h            | 2000–2001         |
| Silniki wysokoprężne |                   |                   |                              |                                    |                       |                     |                   |
| 1.9 SDI              | 1,896 cm³         | 8                 | 50 kW (68 KM) / 4200         | 133 Nm / 2200–2600                 | AGP / AQM             | 161 km/h            | 1999–2002         |
| 1.9 TDI              | 1,896 cm³         | 8                 | 66 kW (90 KM) / 3750         | 210 Nm / 1900                      | AGR / ALH             | 180 km/h            | 1999–2002         |
| 1.9 TDI              | 1,896 cm³         | 8                 | 81 kW (110 KM) / 4150        | 235 Nm / 1900                      | ASK / ASV             | 193 km/h            | 1999–2002         |

## Trzecia generacja

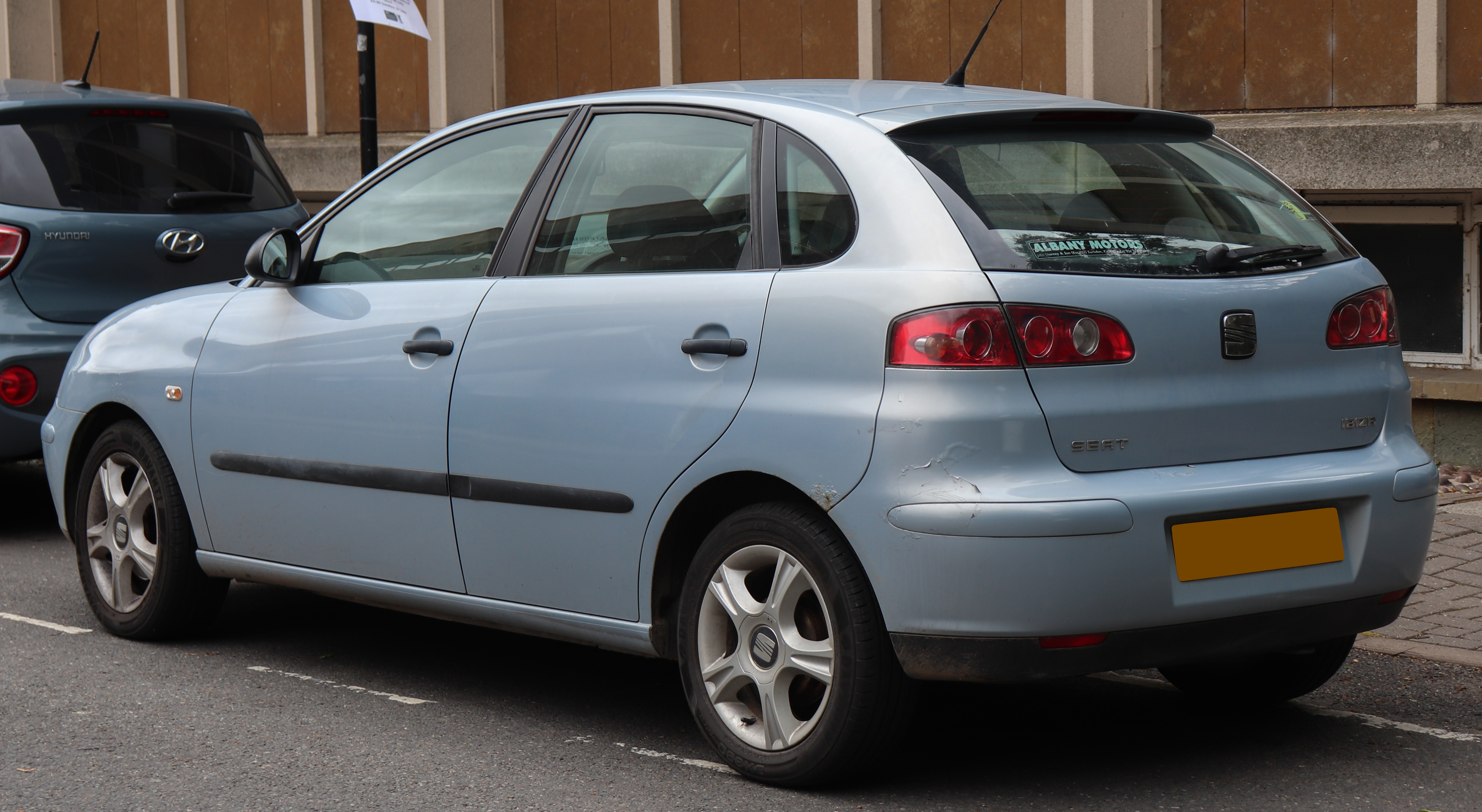
SEAT Ibiza III – tył

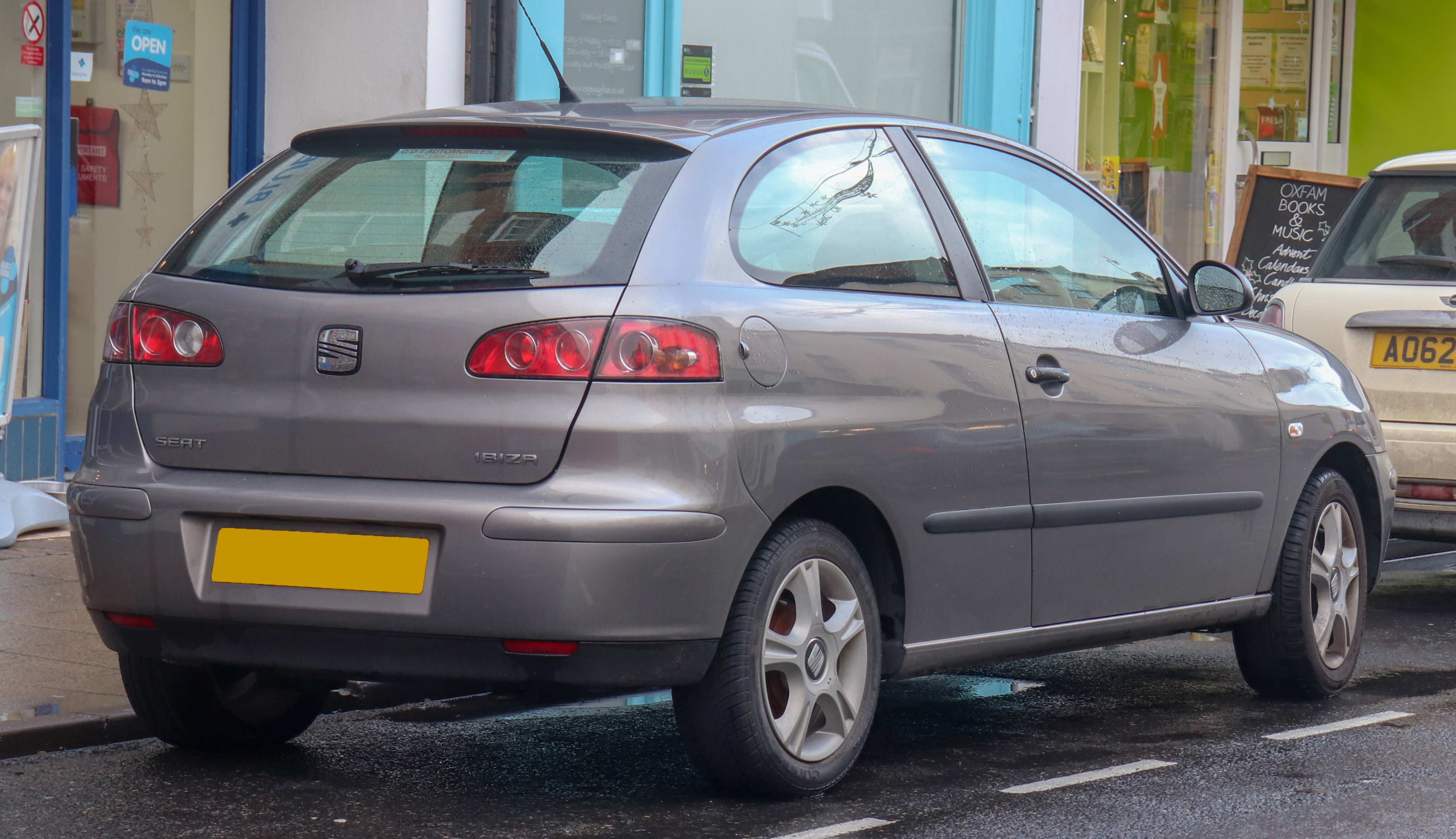
SEAT Ibiza III w wersji trzydrzwiowej

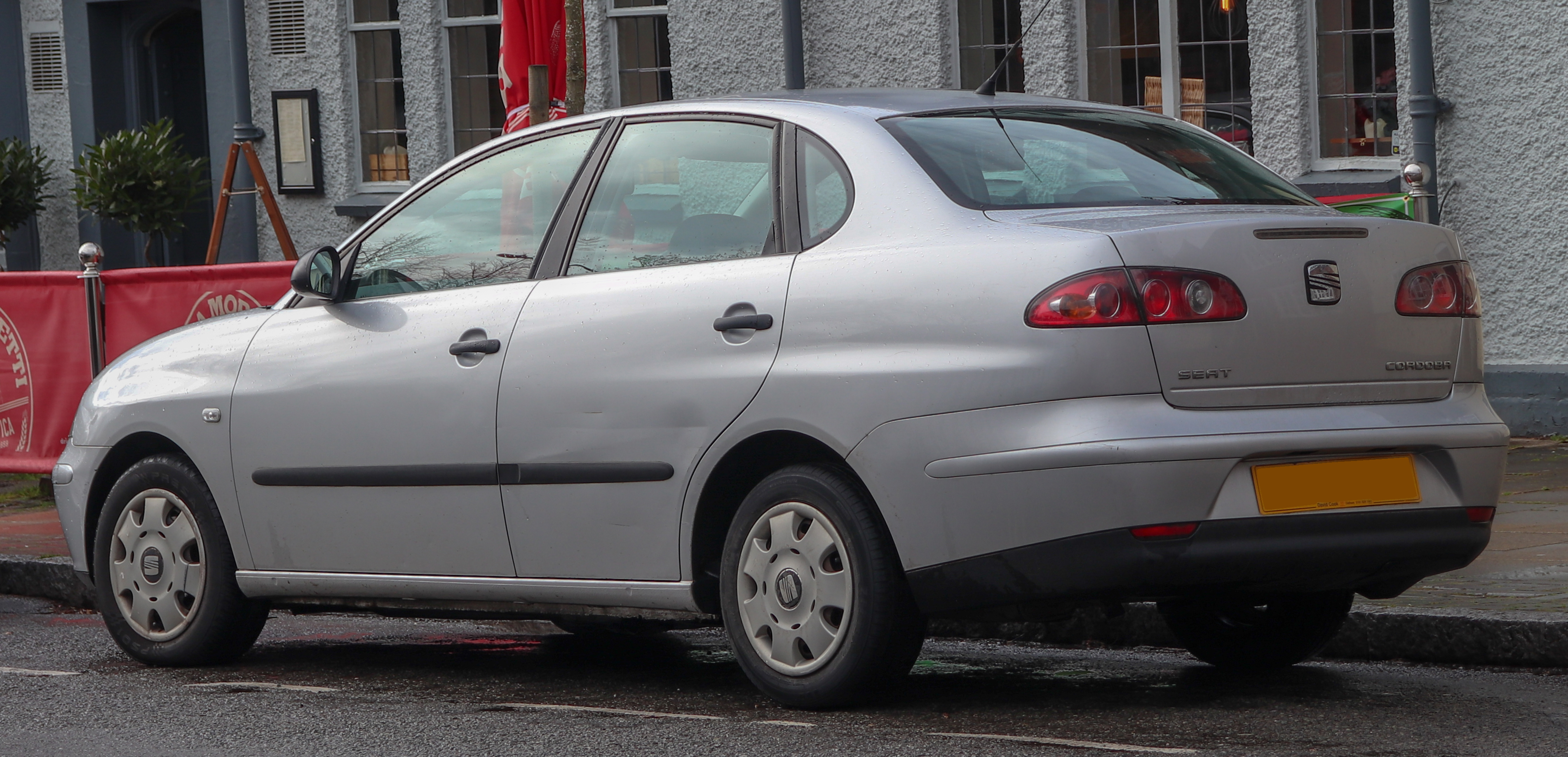
SEAT Córdoba

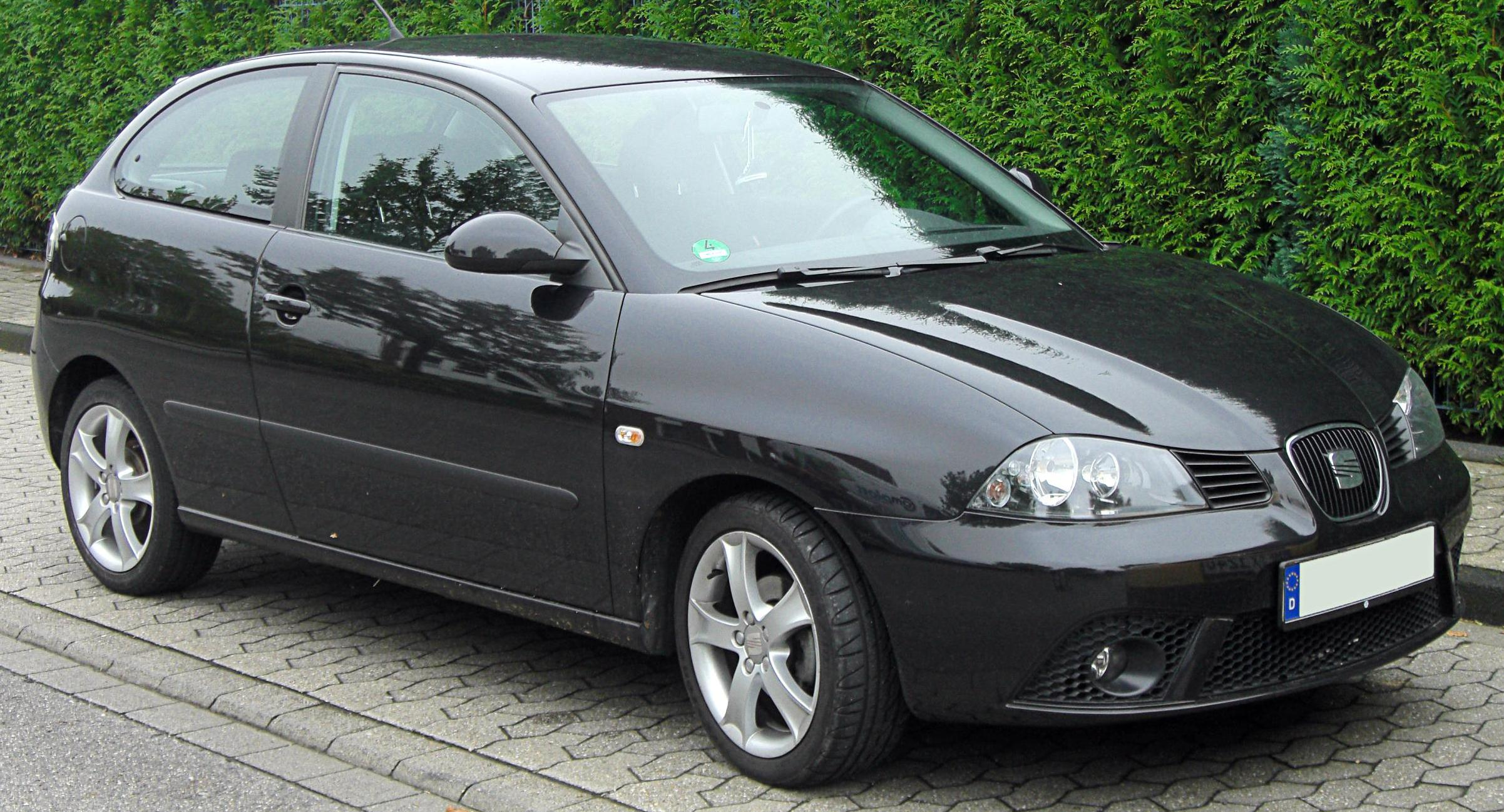
SEAT Ibiza III po liftingu

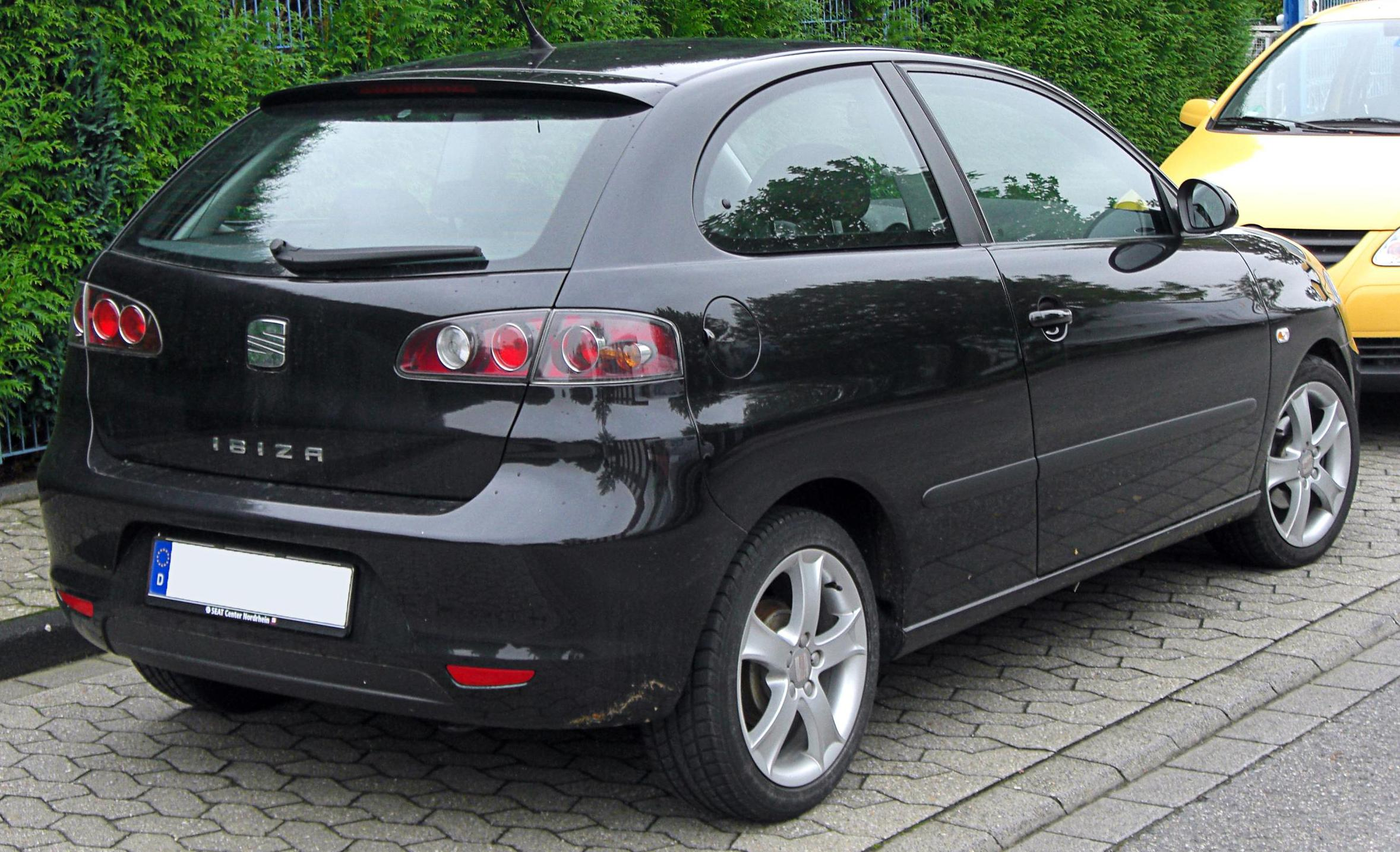
SEAT Ibiza III po liftingu

SEAT Ibiza III został zaprezentowany po raz pierwszy w 2002 roku.
Ibiza trzeciej generacji o kodzie fabrycznym  6L, podobnie jak Škoda Fabia i Volkswagen Polo 9N, bazuje na platformie Volkswagena A04. Model ten został zaprojektowany przez Waltera de Silvę. W roku 2005 przeprowadzono drobną modernizację modelu. Ibiza III jest nadal produkowana w małoseryjnej produkcji i stanowi konkurencję dla Peugeota 206+, a także Renaulta Clio Storii.  Pojazd produkowany był w wersjach sportowych FR oraz Cupra. Od zwykłych wersji różniły je zmodyfikowane zderzaki oraz elementy wnętrza, jak i również sportowe zawieszenie, hamulce, oraz najmocniejsze silniki produkowane w modelu – 1.8T (150KM – FR, 180KM – CUPRA) oraz 1.9TDI (131KM – FR, 160KM – CUPRA)

## Czwarta generacja

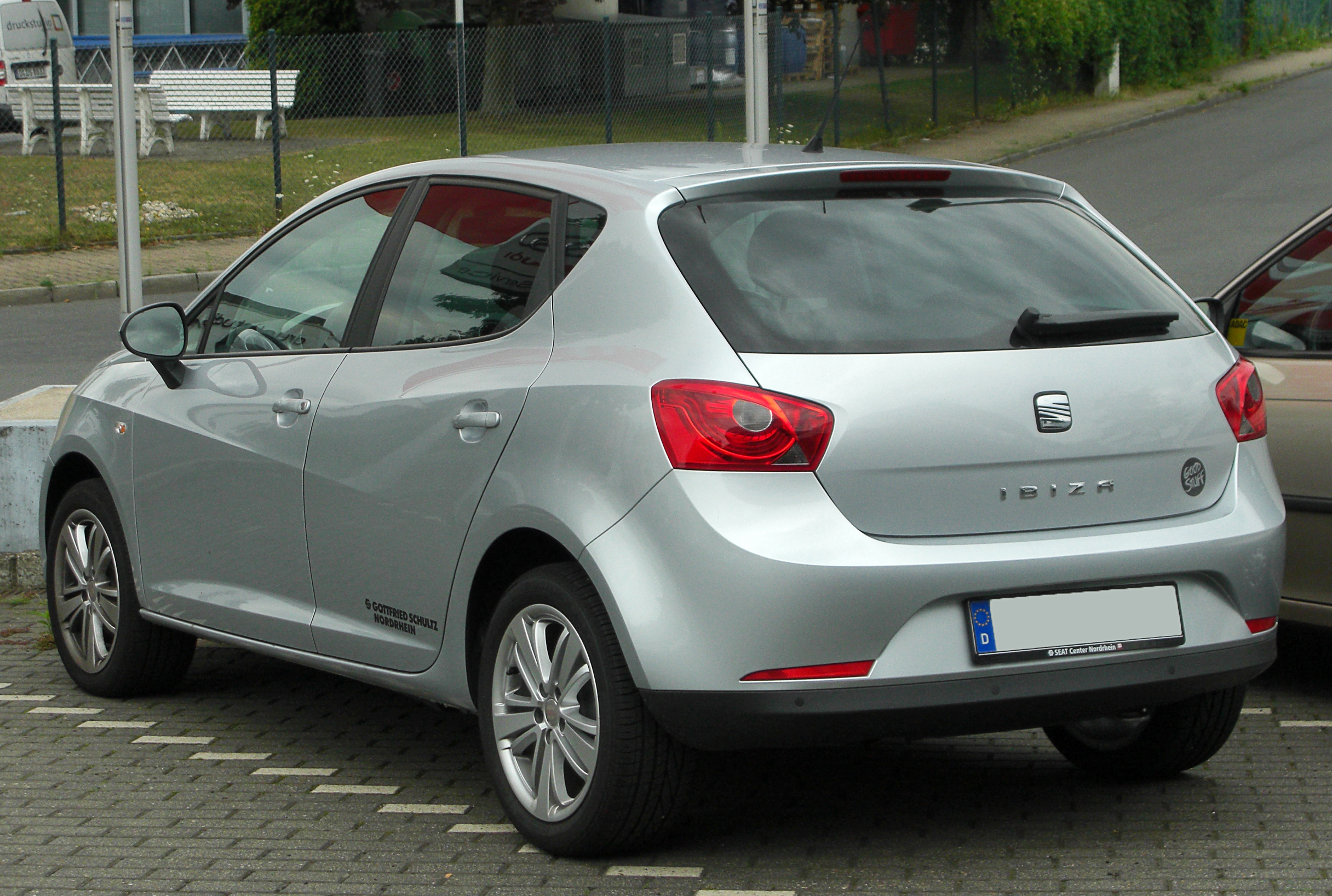
Seat Ibiza IV – tył

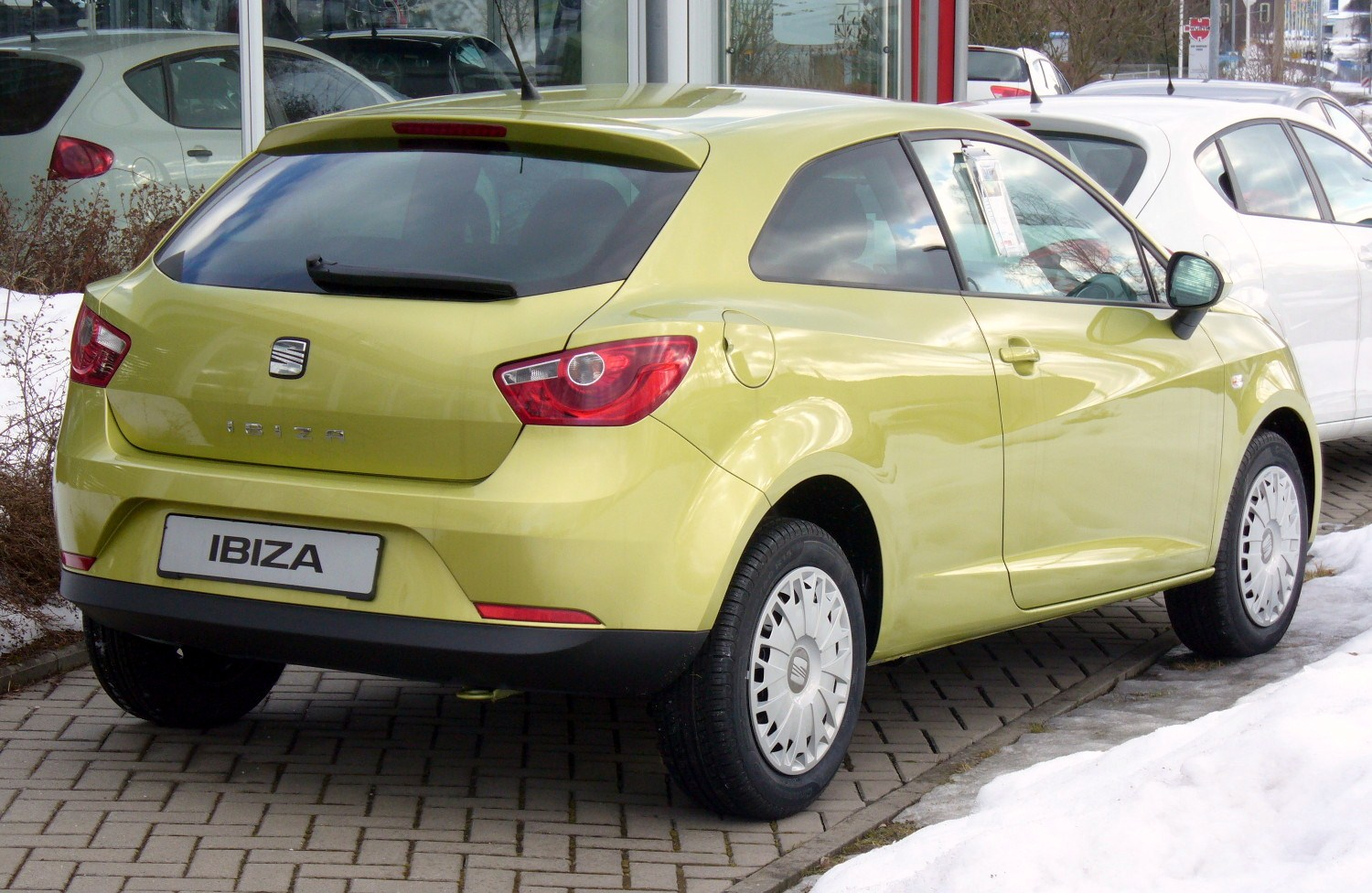
Seat Ibiza IV SC – tył

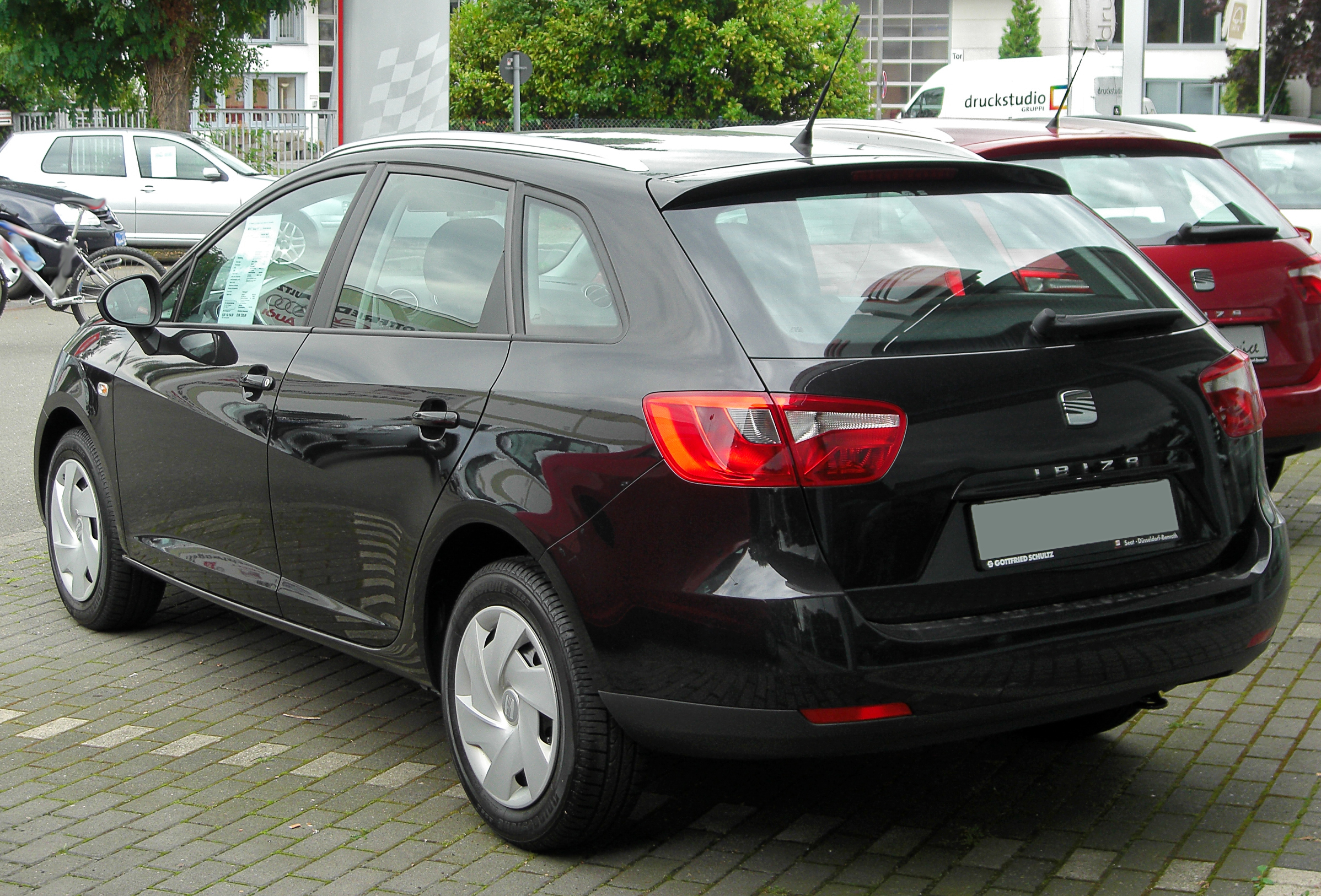
Seat Ibiza IV Kombi

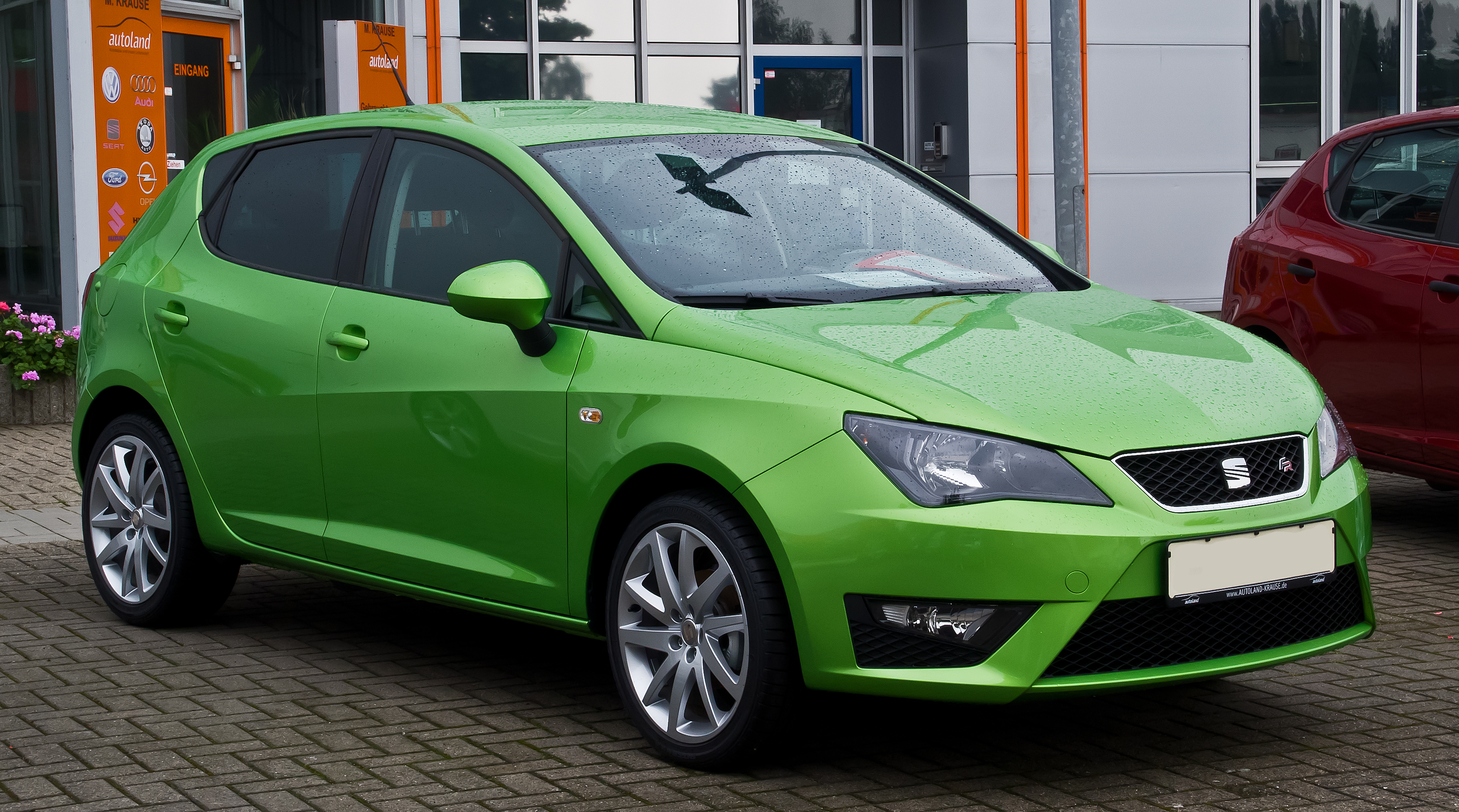
SEAT Ibiza IV po faceliftingu

SEAT Ibiza IV został zaprezentowany po raz pierwszy w 2008 roku.
Premiera Ibizy czwartej generacji o kodzie fabrycznym 6J, którą zaprojektował Luc Donckerwolke, został poprzedzona premierą na salonie w Genewie w 2008 roku prototypu Bocanegra. 
Wersja trzydrzwiowa była sprzedawana jako Ibiza SportCoupé. Wersje FR i Cupra pojawiły się w 2010 roku. Bagażnik wersji SC ma 284, a 5-drzwiowego hatchbacka – 292 litry pojemności.
Wersja Cupra jest napędzana przez 180-konny, podwójnie doładowany (kompresor i turbosprężarka) silnik benzynowy 1.4 TSI i ma 7-biegową skrzynię biegów DSG.
Kolejną nowością, którą wnosi czwarta generacja samochodu jest Ibiza ST, będąca (obok Škody Fabii) drugim kombi segmentu B wśród samochodów koncernu VW. Uniwersalna odmiana Ibizy ma taki sam rozstaw osi, tylny zwis wydłużono o 17,5 cm; bagażnik ma 430 l objętości, czyli jest większy o 138 l niż w pięciodrzwiowym hatchbacku. Sprzedaż w Europie Zachodniej rozpoczęła się w pierwszej połowie 2010 r. i zbiegła się z wprowadzeniem do całej gamy modelowej nowych silników TSI oraz TDI.
Na początku 2012 auto poddano faceliftingowi. Zmieniono przednie światła zderzak, drobne zmiany zaszły także we wnętrzu, wprowadzono nowe zegary.
We wrześniu 2015 zaprezentowano Ibizę Cupra po modernizacji. Największą zmianą jest nowy silnik – zastosowano jednsotkę 1.8 TSI o mocy 192 KM. Różnica w mocy wynosi 12 KM, ale przewaga nowego silnika leży gdzie indziej – znacząco, bo z 250 do 320 Nm wzrósł moment obrotowy.
W połowie 2015 samochód został poddany kolejnemu faceliftingowi. Zmiany stylistyczne były niewielkie, ale przy okazji zmodernizowano ofertę jednostek napędowych, tak by wszystkie silniki spełniały normę emisji Euro 6.
W 2016 roku sprzedano w Polsce 2984 egzemplarze Seata Ibiza, dzięki czemu zajął 37 lokatę wśród najchętniej wybieranych samochodach w kraju.
W 2016 roku, rok przed debiutem piątego wcielenia, SEAT zakończył produkcję odmiany kombi, która nie pojawiła się ponownie już w gamie Ibizy. Jej miejsce zastąpił miejski crossover Arona, który trafił do sprzedaży w 2018 roku.

## Piąta generacja

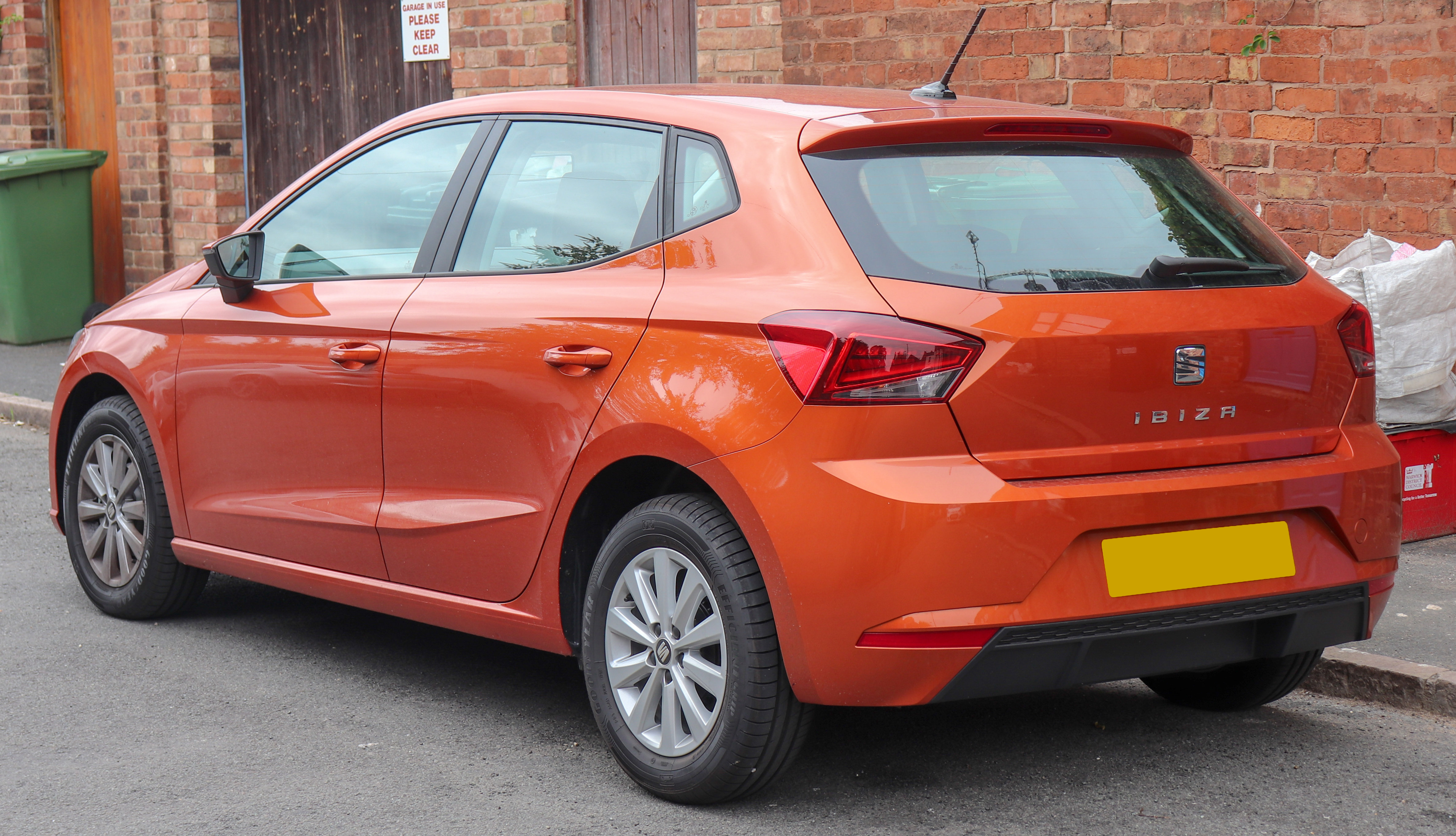
SEAT Ibiza V - tył

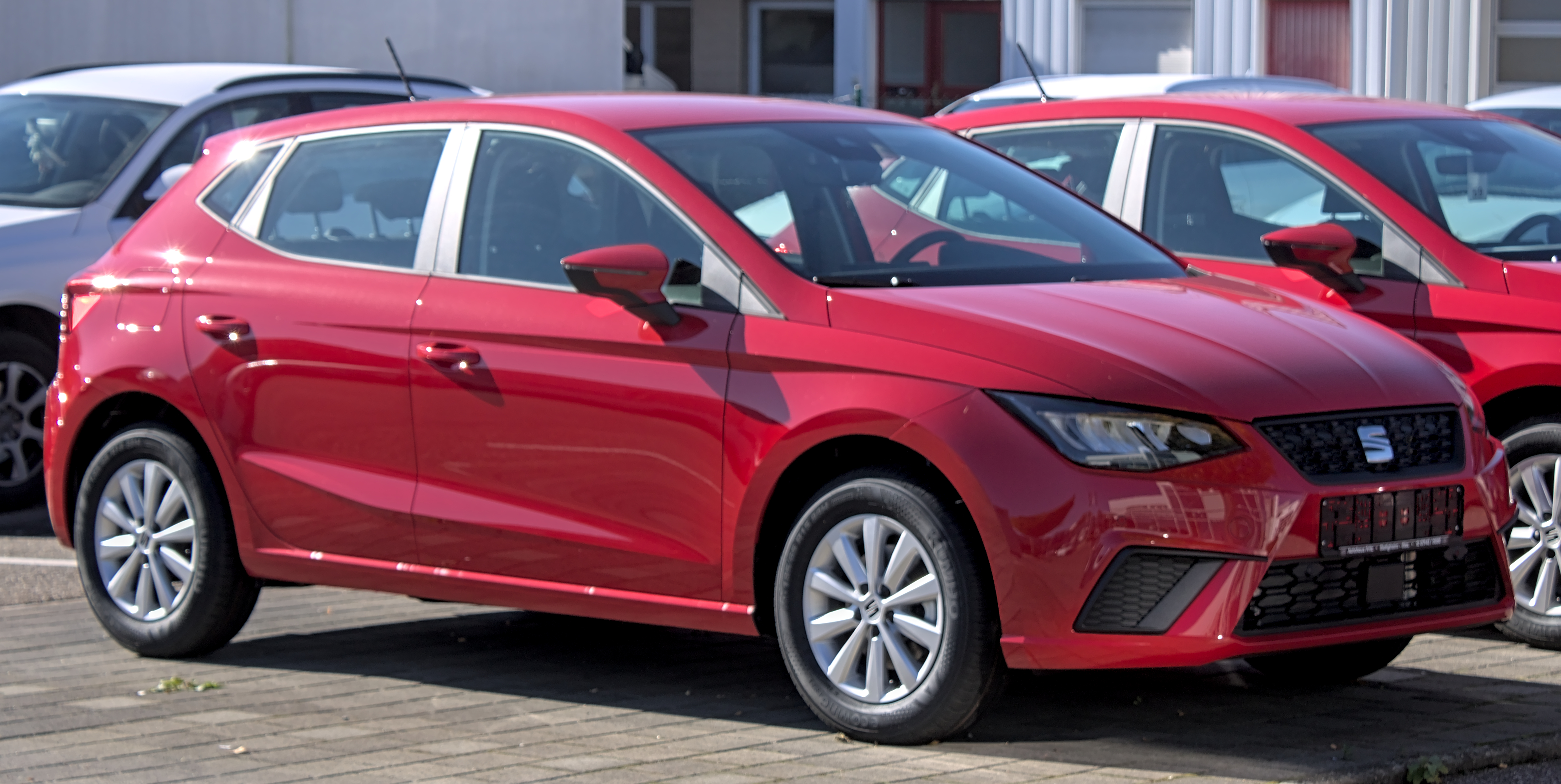
SEAT Ibiza V po liftingu

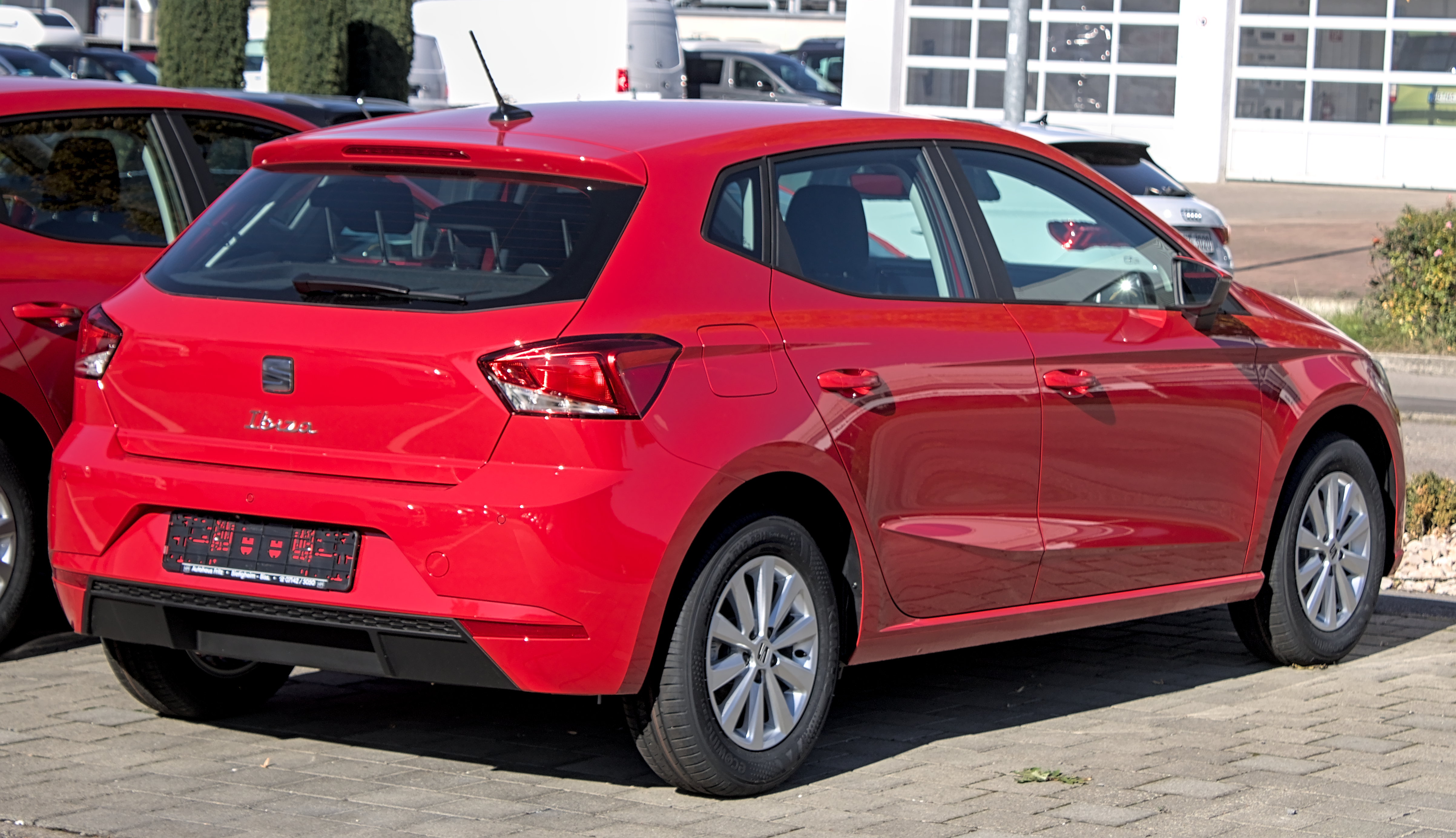
SEAT Ibiza V - tył po liftingu

Seat Ibiza V został zaprezentowany w 2017 roku.
Piąte wcielenie Ibizy, typ KJ, zostało po raz pierwszy zaprezentowane 31 stycznia 2017, a oficjalny światowy debiut miał miejsce na Salonie Samochodowym w Genewie w marcu 2017 roku.
Samochód zbudowano na nowej platformie MQB A0 przeznaczonej dla małych pojazdów koncernu Volkswagen i korzysta on z rozwiązań stylistycznych znanych z trzeciej generacji Leona – odznacza się trójkątnym diodowym wypełnieniem reflektorów i masywną, szeroką sylwetką. Pod względem wymiarów Ibiza jest większa od poprzednika – wzrost odnotowano zarówno pod względem długości, jak i szerokości i rozstawu osi. Deska rozdzielcza zachowuje zachowawczy, prosty i minimalistyczny na tle poprzedników wygląd, gdzie zamiast krągłości dominują motywy prostokąta. Samochód trafił do sprzedaży w czerwcu 2017.
Seat Ibiza uzyskał wynik pięciu gwiazdek w testach zderzeniowych przeprowadzonych przez niezależny instytut EuroNCAP. Pojazd został pochwalony za skuteczną ochronę wszystkich newralgicznych części ciała oraz za skuteczność działania systemu awaryjnego hamowania.

### Lifting
W kwietniu 2021 roku SEAT Ibiza V przeszedł delikatny lifting. Został zmieniony zderzak, natomiast z tyłu pojawił się nowy napis "Ibiza".

### Wersje wyposażenia
- Entry

- Reference
- Style
- FullLED
- XCellence
- FR
- FR Black

Standardowo w aucie montowane jest m.in. sześć poduszek powietrznych, system Front Assist z funkcją awaryjnego hamowania, ABS, system kontroli trakcji, klimatyzację. Dostępne jest pięć poziomów wyposażenia: Reference, Style, FullLED, XCellence i FR (dwie ostatnie różnią się jedynie stylizacją samochodu).

### Cupra Ibiza
W kwietniu 2017 roku pojawiły się informacje oparte na wypowiedzi szefa Seata, wobec których producent planuje odstąpić od kontynuacji produkcji sportowego wariantu Ibizy. Wbrew tym doniesieniom w marcu 2018 roku hiszpański producent niespodziewanie zaprezentował wyczynowy wariant piątej odsłony miejskiego hatchbacka, który jako po raz pierwszy oferowany będzie pod oddzielną, utworzoną na początku 2018 roku marką wyczynowych samochodów Cupra.

### Silniki
Seat Ibiza V początkowo będzie oferowany wyłącznie z jednostkami benzynowymi, lecz później do oferty dołączą trzy jednostki Diesla o pojemności 1.6 i mocach 80-115 koni mechanicznych.
| Silnik                | Pojemność skokowa [cm³] | Typ silnika        | Liczba cylindrów /zaworów | Moc maksymalna [KM/kW] przy obr./min | Maks. moment obrotowy [Nm] przy obr./min | Prędkość maksymalna [km/h] | Przyśpieszenie 0-100 km/h [s] | Lata produkcji     |                    |
| Silniki benzynowe:    | Silniki benzynowe:      | Silniki benzynowe: | Silniki benzynowe:        | Silniki benzynowe:                   | Silniki benzynowe:                       | Silniki benzynowe:         | Silniki benzynowe:            | Silniki benzynowe: | Silniki benzynowe: |
| --------------------- | ----------------------- | ------------------ | ------------------------- | ------------------------------------ | ---------------------------------------- | -------------------------- | ----------------------------- | ------------------ | ------------------ |
| 1.0 MPI               | 999                     | R3                 | 3/12                      | 65 (48)/ 5000–6000                   | 95/3000–4300                             | 162                        | 15,2                          | 2017-              |                    |
| 1.0 MPI               | 999                     | R3                 | 3/12                      | 75 (55)/6200                         | 95/3000–4300                             | 167                        | 14,7                          | 2017-              |                    |
| 1.0 TGI               | 999                     | R3                 | 3/12                      | 90 (66)/4500–5800                    | 160/1900–3500                            | 181                        | 11,8                          | 2017-              |                    |
| 1.0 TSI               | 999                     | R3                 | 3/12                      | 95 (70)/5000–5500                    | 175/1500–3500                            | 182                        | 10,9                          | 2017-              |                    |
| 1.0 TSI               | 999                     | R3                 | 3/12                      | 115 (85)/5000–5500                   | 200/2000–3500                            | 195                        | 9,3                           | 2017-              |                    |
| 1.5 TSI               | 1498                    | R4                 | 4/16                      | 150 (110)/5000–6000                  | 250/1500–3500                            | 215                        | 7,9                           | 2017-              |                    |
| Silniki wysokoprężne: |                         |                    |                           |                                      |                                          |                            |                               |                    |                    |
| 1.6 TDI               | 1598                    | R4                 | 4/16                      | 80 (59)/ 2700–4800                   | 230/ 1400–2400                           | 176                        | 13,3                          | 2017-              |                    |
| 1.6 TDI               | 1598                    | R4                 | 4/16                      | 95 (70)/ 2750–4600                   | 250/ 1500–2600                           | 187                        | 11,3                          | 2017-              |                    |
| 1.6 TDI               | 1598                    | R4                 | 4/16                      | 115 (85)/ 3250–4000                  | 250/ 1500–3200                           | 190                        | 10,0                          | 2018-              |                    |

## Kolejne wersje rozwojowe
| 1984-1993 (021A) | 1993-1996 (6K) | 1996-1999 (6K facelift) | 1999-2002 (6K GP01) | 2002-2005 (6L) | 2006-2008 (6L facelift) | 2008-2017 (6J) | 2017-Obecnie (6F) |
| --- | --- | --- | --- | --- | --- | --- | --- |
| Silniki benzynowe - 0.9 [34 kW] - 1.2 [46 kW] - 1.2i [52 kW] - 1.5 [66 kW] - 1.5i [66 kW] - 1.5i [74 kW] - 1.7i [72 kW] Silniki Diesla - 1.7 D [41 kW] Wersje wyposażenia - Base - Special - Disco - Designer - Fashion - L - GL - CLX - GLX - SXI - Sport - Sport Line Wersje limitowane: - Olympic - Crono - Businessline - Del Sol - G. Sabatini | Silniki benzynowe - 1.3 [40 kW] - 1.4 [44 kW] - 1.6 [55 kW] - 1.8 [66 kW] - 1.8 GTi 16V [95 kW] - 2.0 GTi 8V [85 kW] Silniki Diesla - 1.9 D [47 kW] - 1.9 TD [55 kW] Wersje wyposażenia - i - CL - CLX - GLX - Pasion - S - GTi | Silniki benzynowe - 1.0 [37 kW] - 1.4 [44 kW] - 1.4 16v Gt [74 kW] - 1.6 [55 kW] - 1.6 [74 kW] - 2.0 [85 kW] - 2.0 16v GTi [110 kW] Silniki Diesla - 1.9 SDI [50 kW] - 1.9 Gt TDi [66 kW] lub [81 kW] Wersje wyposażenia - Base - E - S - SE - SXE - Sport - GTi - Cupra GTi | Silniki benzynowe - 1.0 [37 kW] - 1.4 [44 kW] - 1.4 16v [55 kW] - 1.4 16v [74 kW] - 1.6 [55 kW] - 1.6 [74 kW] - 1.8 T Sport, Cupra [115 kW] - 1.8 T Cupra R [132 kW] Silniki Diesla - 1.9 SDi [50 kW] - 1.9 TDi [66 kW] - 1.9 TDi [81 kW] Wersje wyposażenia - Entry - S - SE - SX - Award - Select - Stella - Signo - Sport - Cupra - Cupra R | Silniki benzynowe - 1.2 12v [47 kW] - 1.4 16v [55 kW] - 1.4 16v [74 kW] - 2.0 8v [85 kW] - 1.8T FR [110 kW] - 1.8T Cupra [132 kW] Silniki Diesla - 1.4 TDI [55 kW] - 1.9 SDI [50 kW] - 1.9 TDi [74 kW] - 1.9 TDi Sport [96 kW] - 1.9 TDi Cupra [118 kW] Wersje wyposażenia - Award - SX - Stylance - Reference - Signo - Stella - Sport - FR - Cupra | Silniki benzynowe - 1.2 12v [51 kW] - 1.4 16v [63 kW] - 1.4 16v [74 kW] - 1.6 16v [77 kW] - 1.8T FR [110 kW] - 1.8T Cupra [132 kW] Silniki Diesla - 1.4 TDi [51 kW] - 1.4 TDi [59 kW] - 1.9 SDI [50 kW] - 1.9 TDi [74 kW] - 1.9 TDi Sport [96 kW] - 1.9 TDi Cupra [118 kW] Wersje wyposażenia - Reference - Stylance - Excelente - Sport - FR - Cupra | Silniki benzynowe - 1.2 12v [69 KM/ 51 kW] - 1.4 16v [86 KM/ 63 kW] - 1.6 16v [105 KM/ 77 kW] - 2.0 8v [116 KM/ 85 kW] (Meksyk) - 1.2 TSI [105 KM/ 77 kW] - 1.4 TSI [150 KM/ 110 kW] (FR) - 1.4 TSI [180 KM/ 132 kW] (Cupra) Silniki Diesla - 1.2 TDI CR [75 KM/ 55 kW] - 1.6 TDI CR [90 KM/ 66 kW] - 1.6 TDI CR [105 KM/ 77 kW] - 2.0 TDI CR [143 KM/ 105 kW] (FR) Wersje wyposażenia - Ecomotive - Entry - Reference - Style - Sport - Bocanegra - FR - Cupra - Copa | Silniki benzynowe - 1.0 12v [65 KM/ 48 kW] - 1.0 12v [75 KM/ 55 kW] - 1.0 TSI [95 KM/ 70 kW] - 1.0 TSI [115 KM/ 85 kW] - 1.5 TSI [150 KM/ 110 kW] Silniki Diesla - 1.6 TDI CR [80 KM/ 59 kW] - 1.6 TDI CR [95 KM/ 70 kW] - 1.6 TDI CR [115 KM/ 85 kW] Wersje wyposażenia - Entry - Reference - Style - Full LED - Xcellence - FR - FR Black |